# Nuestra Señora de Loreto (Algezares)

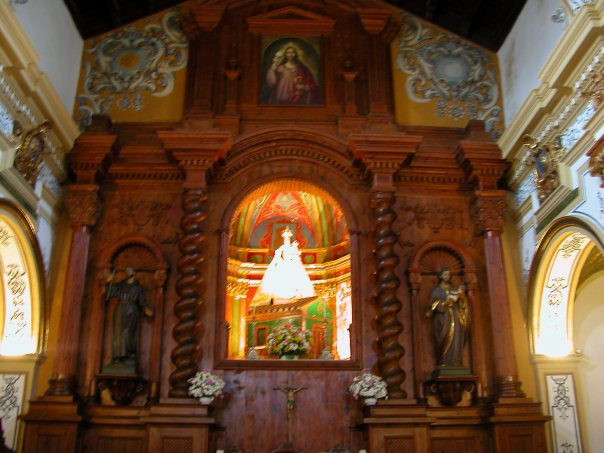
Nuestra Señora de Loreto en su camarín.

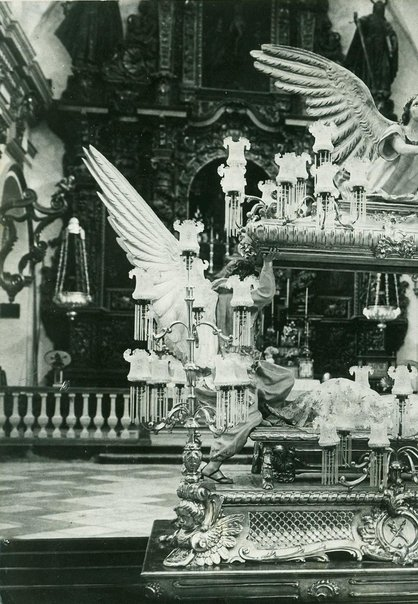
Antiguo Retablo y Altar Mayor de la Iglesia Parroquial de Nuestra Señora de Loreto,, destruido año 1936. También se aprecia parte del antiguo trono del Santo Sepulcro de Cristo, también destruido en 1936

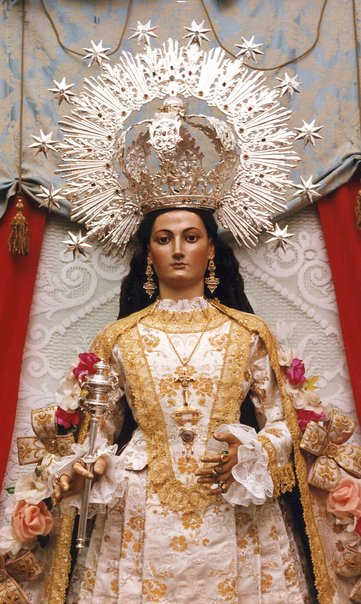
Durante el mes de diciembre la Virgen de Loreto permanece sin el Niño Jesús en sus brazos, hasta el día de Nochebuena que es dado a besar.

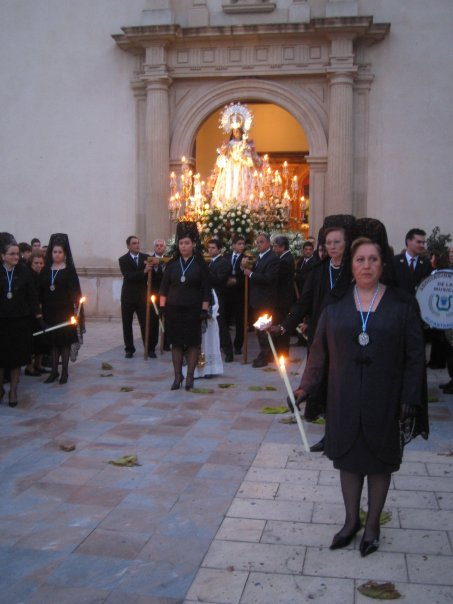
Procesión de Nuestra Señora de Loreto, domingo 16 de diciembre de 2007.

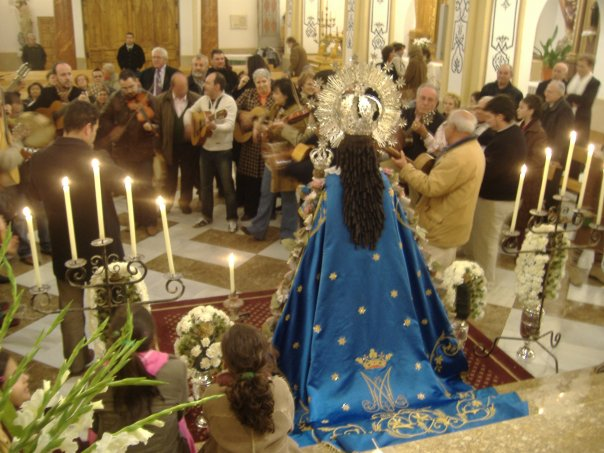
Ronda de Aguilandos, se realiza el sábado víspera de la procesión.

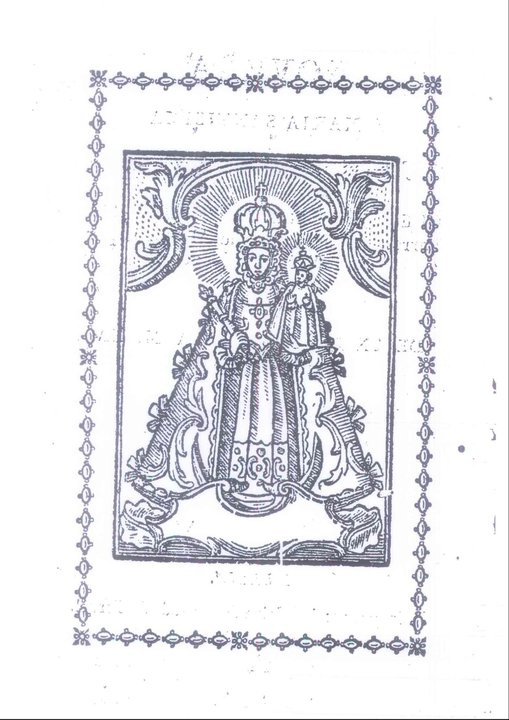
Grabado de Nuestra Señora de Loreto, extraído del novenario del año 1796.

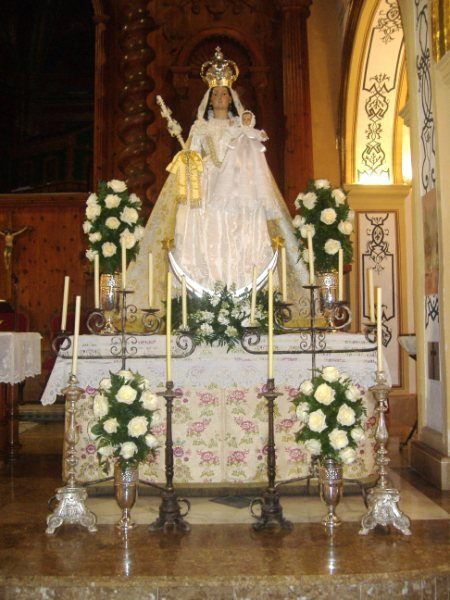
El sábado siguiente al 2 de febrero, día de la Purificación de Nuestro Señor o día de La Candelaria, la Virgen de Loreto permanece en el Altar Mayor para bendecir con su manto a todos los niños nacidos durante el año anterior.

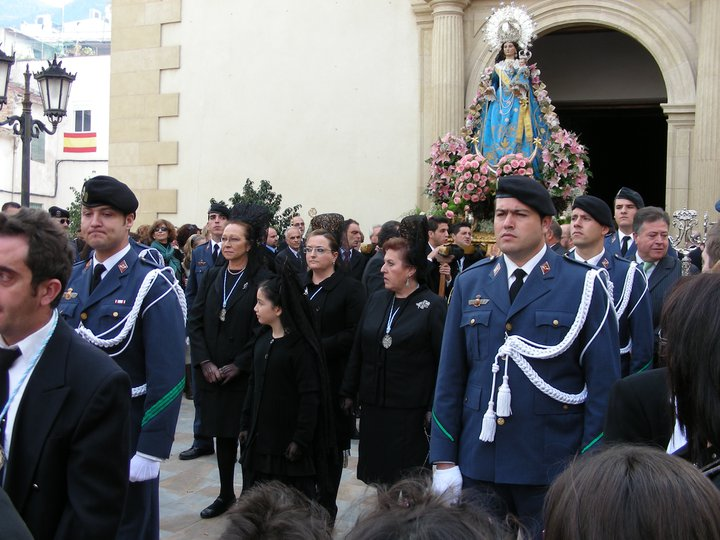
Procesión de Nuestra Señora de Loreto, 12 de diciembre de 2010.

Nuestra Señora de Loreto es patrona de la pedanía murciana de Algezares, localidad española del municipio de Murcia, emplazada en la Huerta de Murcia, y su festividad se celebra el 10 de diciembre.

## Historia
La imagen de Nuestra Señora de Loreto de la pedanía murciana de Algezares lleva ostentando la titularidad de la Parroquia y el de patrona del pueblo desde el siglo XVI. La hermosa talla actual es obra del escultor nacido en Orihuela y afincado en Murcia, Gregorio Molera Torá del año 1940, sustituyendo a la bellísima talla de la Virgen de Loreto que existió desde principios del siglo XVIII hasta la Contienda Civil del año 1936 que fue destruida, y que se le atribuye al escultor marsellés Antonio Dupar. La festividad de la patrona de Algezares se celebra el 10 de diciembre, aunque desde principios de los años 50 las Fiestas Patronales en su honor se cambiaron, por motivos de la climatológia del mes de diciembre, al primer fin de semana de octubre. La iconografía de la Virgen de Loreto se representa encima de una casa, aludiendo al traslado de la Santa Casa de Nazaret donde vivió la Virgen María, que según cuenta la leyenda, fue trasladada hasta la ciudad de Loreto por Ángeles.

## Patronazgos
También ostenta el patronazgo de la Aviación Española por Decreto de 24 de marzo de 1920 del Papa Benedicto XV, al igual que el Ejército del Aire de España la proclamó oficialmente como tal el 7 de diciembre de 1920.
En la Comunidad Autónoma de Murcia ha sido la única parroquia con la titularidad de esta tan bellísima advocación de Loreto durante más de cuatro siglos. En la actualidad se erigió en una barriada de Murcia una iglesia con dicha advocación, la Parroquia de Nuestra Señora de Loreto, lo que antiguamente se lo conoció como Ermita de los Alburquerques en el Camino de Santa Catalina. También hay que mencionar las capillas en honor a la patrona de los aviadores que existen, como es el caso de la Base Aérea de Alcantarilla y Academia General del Aire de San Javier existentes la primera desde 1936 y la segunda desde 1943, y que dentro de sus instalaciones tienen su capilla para rendirle culto, y la existente en las inmediaciones de la Academia General del Aire en Santiago de la Ribera, en lo que se conoce como Ciudad del Aire.

## Templo Parroquial
A Ella se le dedicó, a mediados del siglo XVI, un Templo que pervive hasta nuestros días, con artesonado mudéjar de nave única y con posterior trazado de cruz latina y decoración barroca de estilo puramente murciano, tanto en arcadas laterales como centrales. El Templo Parroquial ha llevabado al cabo de los siglos varias remodelaciones adaptándolo al gusto de la época, de ello dan muestra las pinturas existentes en el Altar Mayor y en dos de las capillas laterales del Siglo XVI y XVII, y las posteriores junto con las yeserías de cornisas, medallones y capiles del siglo XVIII. El retablo del Altar Mayor (desaparecido en la Guerra Civil) era tallado en madera y dorado en su totalidad, como lo demuestra la documentación gráfica existente, y el camarín de Nuestra Señora, que aún se conserva, fue erigido a expensas de un devoto en el cual se puede apreciar la siguiente leyenda: “ESTE CAMARIN SE IZO Y SE DORÓ A DEBOCIÓN DE JOSEPH BARZELÓN Y GONZALES Y FRANCISCA MUÑOS SANCHES, SU MUJER, AÑO 1756”.

## Fiestas
La Patrona de la villa de Algezares y titular de la Iglesia Parroquial es la Virgen de Loreto y su festividad se celebra el 10 de diciembre, el patrón es San Roque y su festividad es el 16 de agosto. Las Fiestas Patronales se han venido celebrando durante casi tres siglos hasta mediados del siglo XX, para la festividad de la Patrona en el mes de diciembre, aunque en el mes de agosto también se celebraban unas pequeñas fiestas en honor a San Roque. Las fiestas en honor a San Roque perduraron hasta los años 30 del pasado siglo XX, eran organizadas por los gremios de canteros y cabreros de Algezares y eran los encargados de preparar y recaudar gastos para dichos festejos. Las fiestas en honor al patrón consistían en un novenario en su honor, el cual todo el pueblo acudía a su Ermita, y varias cucaña por el barrio de San Roque. Como anécdota muy conocida de estas fiestas era la suelta del llamado "cochinico de San Roque", consistía en soltar un pequeño cerdo por el pueblo, el cual la gente alimentaba durante los días de las fiestas, dicho cochinico se sorteaba al terminar las fiestas. En el mes de diciembre se realizaban las fiestas en honor a la Patrona, fiestas que eran de mucha más importancia que las de San Roque, por tal motivo a San Roque se le bajaba desde su Ermita hasta la Iglesia para presidir junto con la patrona las fiestas. Durante las Fiestas de Loreto se realizaban, Cucaña, Verbenas, Carrera de Cintas a caballo, Juegos Florales, Novenario y como broche de oro la Imagen de Nuestra Patrona salía a muy temprana hora de la tarde en Solemne Procesión, en la cual salía acompañándola la imagen del patrón, San Roque, y en algunas otras ocasiones era costumbre, en aquellos años, que además de la imagen del patrón, la acompañaran en procesión las imágenes de la Virgen del Rosario, San José, San Antonio y la Inmaculada Concepción.
A principios de los años 50, del pasado siglo, por iniciativa del Señor Cura y la comisión de fiestas de aquellos años, decidieron trasladar la fecha de las fiestas, por motivos de la climatología del mes de diciembre ya que en aquella época llovía bastante y se deslucían algunos de los actos programados para tales fiestas, a la última semana de septiembre finalizando el primer fin de semana de octubre, las cuales se siguen celebrando hasta nuestros días. En estos últimos años las Fiestas Patronales Cívico-Religiosas han ido decayendo hasta prácticamente desaparecer por no haber comisión que se encargara de organizarlas, se han limitado las celebraciones cívicas al primer fin de semana de octubre, celebrando una verbena, carrera de cintas infantil y comida en la Plaza de Loreto. Las Cultos Religiosos se han limitado a una Misa Mayor y Procesión el domingo (último día de las fiestas), por tal motivo en el año 2003 cuando se refundó la desaparecida Cofradía de Nuestra Señora Santa Maria de Loreto (Cofradía que ya se menciona en el Libro Primero de Defunciones de la Parroquia de año 1709), la Junta Directiva recién creada, decidió volver a trasladar al mes de diciembre los cultos religiosos, como corresponde a la tradición que en Algezares se ha llevada a cabo durante más de tres siglos de historia, y es para la festividad de Nuestra Señora de Loreto el 10 de diciembre, al igual que al actual camarero de San Roque, Don Juan José Garre Navarro, tomó la iniciativa de celebrar un Triduo y Misa Huertana para el 16 de agosto festividad de San Roque. 
Actualmente la Cofradía de Nuestra Señora Santa María de Loreto organiza los cultos y actos en honor a la Virgen de Loreto en el mes de diciembre, que se desarrollan durante la primera semana del mes de diciembre aproximadamente. Los actos concluyen el domingo siguiente al día 10, o en el caso de que el citado día coincidiera en domingo concluirían ese mismo día. Los cultos a la Santísima Virgen son los siguientes:
- Solemne Novenario, (da comienzo el viernes anterior al día 10 y concluye el sábado siguiente al citado día, o si el 10 coincidiera con sábado finalizaría ese mísmo día)
- Misa de Aguilando de la Purísima Concepción (8 de diciembre)
- Misa de Aguilando en honor a la patrona en su festividad (10 de diciembre)
- Ofrenda Floral (sábado siguiente al día 10)
- Besamanos a la Virgen de Loreto (sábado siguiente al día 10)
- Ronda de Aguilandos (sábado siguiente al día 10)
- Solemne Procesión (domingo siguiente al día 10)

## Cofradía de Nuestra Señora Santa María de Loreto
Esta Cofradía figura ya como fundada en el año 1709, puesto que en el folio 5º vuelto del Libro Primero de Defunciones de la citada Parroquia, aparece la partida de defunción de Andrés Martínez que deja 22 Reales de Vellón a la Cofradía de Nuestra Señora. Dicho documento, dice así:

Andrés Martínez, Viudo de Luisa Nabarro;…En el Lugar de Los Aljezares en nuebe días del Mes de Octubre de Mil setecientos y nuebe años Yo Don Juan López Thomas Cura Ecónomo en dicho Lugar enterré en la Yglesia en Sepultura Propia a Andrés Martínez viudo de Luisa Nabarro. Otorgo su testamento ante Jorxe Pérez Mexía en treinta días del Mes de Septiembre próximo pasado de este presente año, dexo por sus Albazeas a Bartholome de Canobas a Juan Martínez, Andrés Martínez y Luis Martínez, sus hixos y por su Alma que se dixesen seiscientas Misas, y por la de sus difuntos, penitencias mal cumplidas doscientas Misas y dexo a la Cofradía del Santísimo de este Lugar y a la de Nuestra Señora y a la de las Benditas Almas a cada una Veinti y dos Reales de Vellón, a los Santos Lugares a dos Reales por una vez, y a la fábrica quarenta y cinco Reales y dexasen a Santa Cathalina del Monte Cien Reales, como mas lo consta por el testamento y por la verdad lo firmo ut supra.
Fdo. Don Juan López Thomas.

A continuación tenemos otro documento donde nos hace referencia a la existencia de esta Cofradía: 

...Lo primero encomiendo mi anima pecadora a Dios Ntº Señor quela crio y redimió con el precio infinito de supreciosa Sangre Pasión y muerte y mi cuerpo sea sepultado en la Iglesia Parroquial deste dicho lugar de los Aljezares Vocación de Señora Santamaría de Loreto donde soy feligrés en la Capilla que en dicha Iglesia tengo quellaman de los Mesegueres de la Purísima Concepción en ataud de madera forrado de negro combestiduras Sazerdotales y me acompañen el cura y sacristán y los demás Sazerdotes y Clerigos que huvieren en este dicho lugar conla asistencia de las tres Cofradías del Santísimo Sacramento, Nuestra Señora de Loreto y Vendítas Ánimas, que ay en este dicho lugar y quelleven mi cuerpo quatro religiosos de Santa Catalina del Monte y que asistan el día de mi entierro además de los quatro religiosos referidos otros quatro religiosos presviteros de dicho combento...
Extracto del testamento de Don AlonsoO Mesenguer Sanchez-Bonillo (Presbitero) Siglo XVIII.

De tales anotaciones se desprende que la referida Cofradía se encontraba fundada en las citadas épocas, pero que, debido a la desaparición de gran parte del Archivo Parroquial en la última Contienda Civil, no se puede indicar el año exacto de su fundación. Únicamente la existencia de una NOVENA A MARÍA SANTÍSIMA DE LORETO, cuya portada dice así: QUE SE VENERA EN LA IGLESIA PARROQUIAL DEL LUGAR DE ALGEZARES POR SUS FELIGRESES Y DEBOTOS A EXPENSAS DE UN DEBOTO DE LA MISMA SEÑORA. MURCIA. REIMPRESA EN LA OFICINA DE LA VIUDA DE TERUEL. AÑO DE 1796, y que aún se conserva, junto a la abundante documentación escrita de donaciones testamentarias a la mencionada Cofradía, como la anteriormente reseñada y la tradición oral que hasta nuestros días pervive y da testimonio de fe de la gran devoción y cariño que gozaba y goza la advocación a la imagen de Nuestra Señora de Loreto en este lugar. La Cofradía de Nuestra Señora Santa María de Loreto fue refundada por un grupo de feligreses y devotos de la imagene de la Virgen de Loreto en junio de 2004.

## Gozos a María Santísima de Loreto
Reimpresos a expensas de un devoto de la misma Señora en la Oficina de la Viuda de Teruel. Murcia, Año de 1796

| Virgen pues que a todo un Dios disteis gustosa morada, Tenga por casa los cielos los que adoran vuestra casa. El renombre de Loreto que tenéis, nos da esperanza de conseguir de laureles inmortales la guirnalda. Tengan por casa... En Nazaret concebida fuisteis sin la menor mancha de pecado a quién dejasteis la cabeza quebrantada. Tengan por casa… Nacisteis en Nazaret para ser nuestra abogada, llenando de admiraciones las angélicas esquadras. Tengan por casa… En Nazaret recibisteis la alegrísima embajada de San Gabriel que anunció tu maternidad sagrada. | Tengan por casa… Madre de Dios fuisteis hecha en Nazaret declarada madre porque siempre fuisteis un vaso lleno de gracias Tengan por casa… Principio de vuestras dichas, fin de vuestras alabanzas fue Nazaret que merece ser el mundo celebrada. Tengan por casa… Por manos de Ángeles Dios quiso fuese trasladada vuestra casa, y que la adoren los fieles con toda el alma. Tengan por casa… Virgen pues que a todo un Dios disteis gustosa morada, tengan por casa los cielos los que adoran vuestra casa. |